# Harald Irmscher
Harald Irmscher (* 12. Februar 1946 in Oelsnitz/Erzgeb.) ist ein ehemaliger deutscher Fußballspieler und -trainer. In der höchsten Spielklasse des DDR-Fußballs, der Oberliga, spielte er für die BSG Sachsenring Zwickau und deren Vorgänger Motor sowie den FC Carl Zeiss Jena und die BSG Wismut Gera. Für die DDR-A-Nationalelf absolvierte Irmscher 41 Spiele und war bei der einzigen WM-Teilnahme des Landes 1974 im Aufgebot. Im Anschluss an seine Spielerlaufbahn war er unter anderem beim DFV als Assistenztrainer der Olympiaelf und der A-Auswahl tätig.

## Sportliche Laufbahn

### Gemeinschafts- und Clubstationen
Harald Irmscher begann 1955 bei der BSG Aktivist Karl Liebknecht Oelsnitz organisiert Fußball zu spielen. Bis 1962 durchlief er dort die Schüler- und Jugendmannschaften und wechselte danach zum DDR-Oberligisten BSG Motor Zwickau, bei dem er zunächst weiter im Nachwuchsbereich eingesetzt wurde und nebenher eine Elektrikerlehre absolvierte.
Sein erstes Oberligaspiel bestritt Irmscher als halbrechter Stürmer am 9. August 1964 in der Begegnung Motor Zwickau – Lok Stendal (2:1). Nachdem er gut zwei Jahre später zum A-Nationalspieler geworden war, erwarteten die Verantwortlichen des DDR-Verbandes, dass sich Irmscher einem Spitzenclub in der ostdeutschen Fußballlandschaft anschließen würde.
Dies erfolgte nach Beendigung der Oberligasaison 1967/68 mit dem Wechsel zum frisch gekürten DDR-Meister FC Carl Zeiss Jena. Mit den Jenaern wurde Irmscher 1970 DDR-Meister und in den Jahren 1972 und 1974 DDR-Pokalsieger. In beiden Pokalwettbewerben bestritt er alle Spiele. Nach 202 Oberligapunktspielen, 38 nationalen und 42 internationalen Pokalspielen beendete der Sir, so sein Spitzname, 1976 sein Engagement beim FC Carl Zeiss. Er wechselte anschließend in die zweitklassige DDR-Liga zur BSG Wismut Gera, mit der er 1977 noch einmal für ein Jahr in die Oberliga aufstieg. Am Ende der Saison 1977/78 beendete Irmscher seine Laufbahn als aktiver Fußballspieler im höherklassigen Bereich.

### Auswahleinsätze
Am 7. Oktober 1963 kam der 1,81 Meter große Mittelfeldspieler zu seinem ersten internationalen Einsatz, als er das erste seiner vier Juniorenländerspiele bestritt. Nachdem Irmscher am 2. September 1964 sein erstes von insgesamt sieben Nachwuchsländerspielen bestritten hatte, begann auch früh seine Karriere in der A-Nationalmannschaft. Am 4. September 1966 debütierte der Zwickauer in der Begegnung DDR gegen Ägypten (6:0).
Im Oktober 1974 lief er beim Spiel gegen Schottland zum letzten Mal im DDR-Trikot auf. Insgesamt kam Harald Irmscher auf 41 A-Länderspiele mit vier Toren bzw. nach FIFA-Standards auf 36 Einsätze mit drei Treffern.
Er nahm mit der DDR-Nationalmannschaft an der Fußball-Weltmeisterschaft 1974 teil. Von 1967 bis 1972 bestritt er zwölf offizielle Spiele mit der Fußballolympiaauswahl der DDR und nahm an den Olympischen Spielen 1972 teil, bei denen die DDR-Auswahl die Bronzemedaille gewann. Irmscher wurde allerdings im Spiel um den 3. Platz nicht eingesetzt.

## Trainerlaufbahn
Nach seiner Spielerlaufbahn wurde Irmscher Nachwuchstrainer in Jena. Anschließend war er ab 1983 Co-Trainer der DDR-A-Nationalmannschaft unter Bernd Stange, mit dem er bereits die Olympiaauswahl auf dem Weg zum olympischen Fußballturnier 1984 betreut hatte. 1988 wurde das Trainergespann nach einer 1:3-Niederlage in der Türkei abberufen. 2005 wurde Harald Irmscher erneut Co-Trainer von Bernd Stange – diesmal beim zypriotischen Fußballverein Apollon Limassol. In der Winterpause 2006/2007 wurde Irmscher aus wirtschaftlichen Gründen gekündigt. Daraufhin verließ Stange ebenfalls den Verein. Vom Juli 2007 bis 2011 betreute er wiederum als Co-Trainer an der Seite von Bernd Stange die Nationalmannschaft von Belarus.